# Abim (district)
Pour les articles homonymes, voir Abim.
Le district d'Abim est un district de l'Ouganda. Sa capitale est Abim (en).

## Histoire
Ce district a été créé en 2006 par séparation de celui de Kotido.

## Économie
Les activités principales sont l'agriculture et l'élevage.